# Grand Prix de Saint-Raphaël
Das Straßenradrennen Grand Prix de Saint-Raphaël war ein französischer Radsportwettbewerb, der als Eintagesrennen für Berufsfahrer an der Mittelmeerküste veranstaltet wurde.

## Geschichte
Der Grand Prix de Saint-Raphaël wurde 1952 begründet und fand bis 1984 in der Gegend um die Stadt Saint-Raphaël im Département Var statt. Das Rennen hatte 24 Ausgaben. Das im Februar ausgetragene Rennen war der Auftakt der internationalen Profisaison für Eintagesrennen in Frankreich.

## Palmarès
- 1952  Raymond Elena
- 1953  Georges Decaux
- 1954  Francis Anastasi
- 1955  Louison Bobet
- 1956  Jacques Dupont
- 1957  Raymond Elena
- 1958  Joseph Groussard
- 1959  Francis Anastasi
- 1960 nicht ausgetragen
- 1961  Willy Haelterman
- 1962  Gilbert Salvador
- 1963  Robert Lelangue
- 1964  Robert Lelangue
- 1965  Seamus Elliott
- 1966  Fernand Etter
- 1967  Jean Jourden
- 1968  Claude Guyot
- 1969  Winfried Bölke
- 1970  Jacques Cadiou
- 1971  Michele Dancelli
- 1972  Serge Lapébie
- 1973–1977 nicht ausgetragen
- 1978  Alfons De Bal
- 1979  Roger Rosiers
- 1980  Jos Lammertink
- 1981  Alain Bondue
- 1982–1983 nicht ausgetragen
- 1984  Pascal Jules